# 専門学校 山形V.カレッジ
専門学校 山形V.カレッジ（せんもんがっこう やまがたブイカレッジ）とは、山形県山形市にある学校法人山本学園が運営する私立専修学校である。
文部科学大臣認定の職業実践専門課程設置校である。

## 沿革
- 1985年（昭和60年）12月 - 山形コンピュータビジネス専門学校として設立。
- 1996年（平成8年）4月 - 山形総合ビジネス専門学校へと改称。
- 2007年（平成19年）4月 - 竹田家政専門学校と山形総合ビジネス専門学校が統一となり、現在の専門学校 山形V.カレッジとなる。

## 学科・コース
- 建築科（2年）
- AI・情報システム科（2年）
  - システムエンジニアコース
  - ビジネスパソコンコース
- ICTクリエイト科（2年）
  - グラフィックコース
  - Webコース
  - モバイルアプリコース
- ファッション・プロモート科（2年）
  - きものコース
  - ファッションデザインコース
  - フラワーデザインコース
- 医薬事務・企業会計科（2年）
  - 医薬事務コース
  - 企業会計コース
- 医療事務科（1年）
- 公務員科（1年）
  - 国家・地方公務員コース
  - 警察官・消防官コース

## 施設概要
| 3F                                         | 3F                              |
| 本館''                                     | 2号館                           |
| ------------------------------------------ | ------------------------------- |
| 教室                                       | 教室 コンピュータ室（C2、C3）   |
| 2F                                         |                                 |
| 本館                                       | 2号館                           |
| 和裁室 教室                                | 教室 教務室 就職指導室          |
| 1F                                         |                                 |
| 本館                                       | 2号館                           |
| 講義室 職員室 礼法室 調理室 トレーニング室 | 美容実習室 コンピュータ室（C1） |

## 年間行事
- 4月
  - 入学式
  - 進級生・新入生オリエンテーション
  - 健康診断
- 5月
  - 学生主催親睦会
- 6月
  - 防災訓練
- 7月
  - 前期試験
- 8月
  - 准教員研修会
- 9月
  - キャリア実習
- 10月
  - 学園祭
- 11月
  - スポーツ大会
- 1月
  - 卒業試験
  - 合同お茶会
- 2月
  - 後期試験
- 3月
  - 卒業式
  - 卒業記念パーティ

## アクセス
- JR山形駅西口から徒歩20分。
- 山本学園高等学校バス停から1分。
- 春日町バス停から徒歩5分。
- 東北中央自動車道山形中央ICから車で5分。